# Mariage (Rome antique)
Pour les articles homonymes, voir Mariage (homonymie).

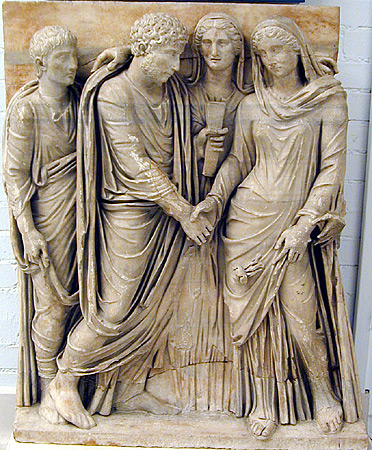
Sculpture représentant un couple marié dans l'Antiquité romaine.

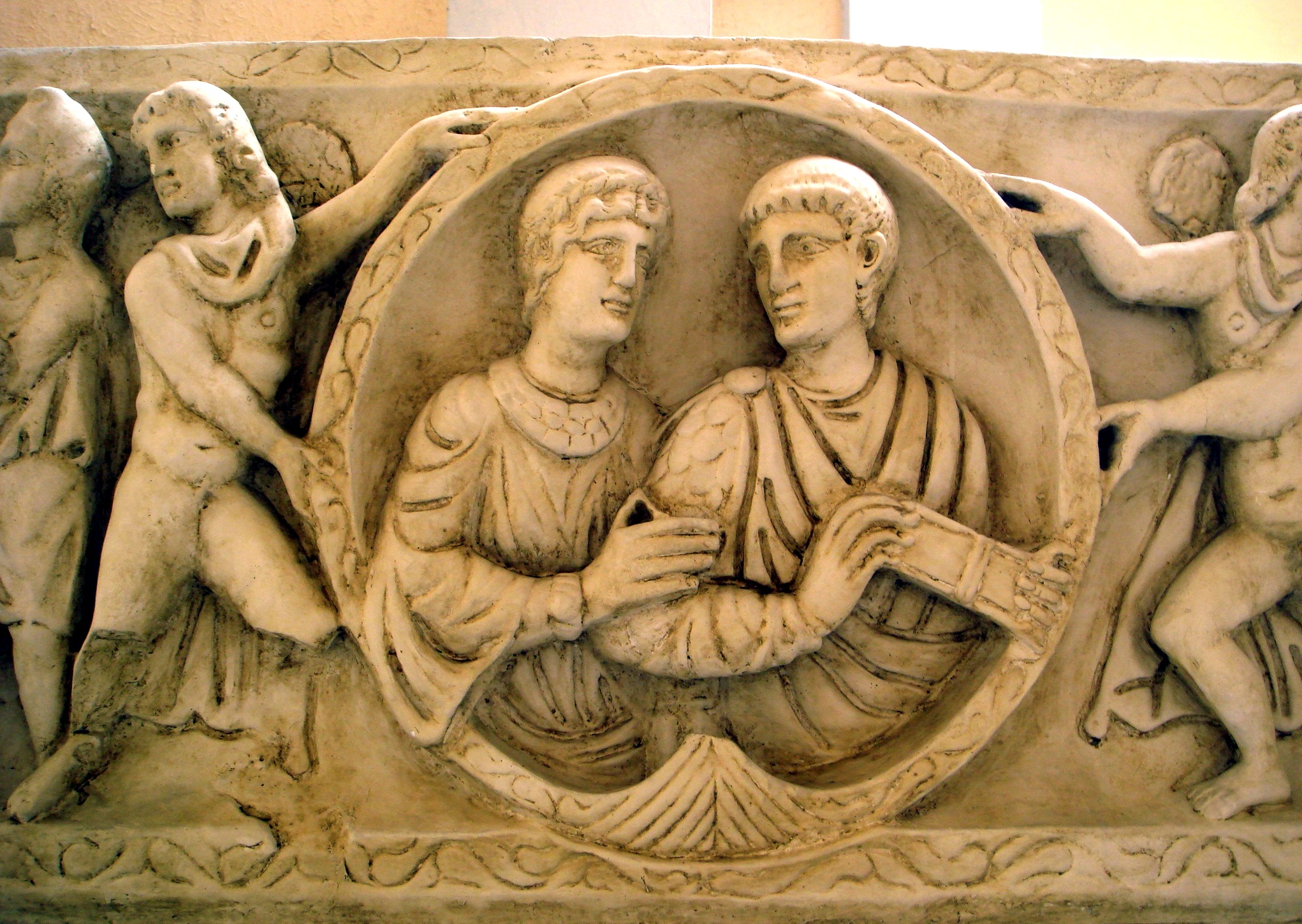
Hommage rendu à un couple romain décédé

Le mariage romain (matrimonium) est une cérémonie rituelle. Il en existe plusieurs (ius conubii) dans la société et la femme bénéficie de plusieurs statuts : cum manu pour lequel elle est sous l'autorité juridique de son mari et sine manu où elle reste sous l'autorité juridique de son père, mais devient indépendante à la mort de ce dernier.
Il existe trois formes de mariage cum manu :
- La confarreatio, union principalement pour les patriciens à la suite d'un rituel dans lequel ils devaient manger un gâteau d'épeautre ou en faire offrande à Jupiter, selon l'interprétation que l'on fait des textes.
- La coemptio ou simulacre d'achat, les femmes passent sous l'autorité maritale, grâce à la mancipatio ou simulacre de vente. En effet, en présence de cinq témoins au moins, pubères et citoyens romains, et d'un peseur avec sa balance, celui qui reçoit la femme sous son autorité l'achète contre une piécette de bronze
- L'usus : au bout d'une année de vie commune, un couple est considéré comme marié. Durant cette période, la femme ne peut rester trois nuits de suite sans venir dormir sous le même toit que son compagnon. Si elle reste absente du domicile trois nuits de suite, on considère qu'il y a abandon. Le mariage est frappé de nullité. Le cas est validé par le droit romain dans la loi des Douze Tables.

## Mariés
L'âge légal du mariage était fixé à 12 ans pour les filles et 14 ans pour les garçons ; en pratique des mariages de filles de moins de 12 ans ont eu lieu, et les jeunes hommes se mariaient vers vingt ans. Se marier est un devoir civique et les célibataires sont défavorisés (par exemple, ils sont frappés de taxes spéciales - Les soldats dont la situation impose le célibat en sont exclus). Cependant ils obtiennent ce droit sous l'Empire de Septime Sévère. Sortir du cadre religieux du mariage, comme commettre un adultère, c'était se révolter contre les dieux du foyer. Une fois veuve ou divorcée, la femme rentrait au domicile du père toujours pour honorer les dieux du foyer. Dans l'hypothèse où la femme devait ou choisissait de rester seule, elle ne dépendait plus des dieux du foyer et par conséquent pouvait faire les mêmes choses qu'un homme libre.
Chez les plus riches, le mariage était en général arrangé pour des raisons sociales et économiques. Le mari, supposé prendre soin de sa femme, était en général un peu plus âgé et d'une condition sociale égale ou supérieure à celle de l'épouse. À leur mariage, elles ne changeaient pas de gentilice. La monogamie était de règle.
Les cérémonies suivent des rites très précis. Durant la confarreatio, les époux mangent un gâteau d'épeautre (pannis farreus), ou le présentent en offrande à Jupiter, selon les interprétations des textes antiques, en présence du flamen dialis et du Grand Pontife qui consacre le mariage.
Elles sont à peu près semblables dans les diverses formes de mariages.
Cérémonie préalable : les fiançailles. À l'époque impériale, elles consistent en un engagement réciproque des fiancés devant témoins. Le fiancé passe un anneau à l'annulaire gauche de la jeune fille et lui offre des cadeaux : souvenir probable des arrhes qui scellaient le contrat des fiançailles à l'époque de la coemptio.
Il était déconseillé de se marier durant le mois de mai car c'était de mauvais augure pour les Romains. Les ides et les calendes n'étaient pas conseillées non plus, mais par contre le mois de juin est conseillé car c'est le mois de Junon, la déesse du mariage. La veille, la fiancée revêt une tunique blanche tissée de façon traditionnelle, la tunica recta, serrée à la taille par le nodus Herculeus, nœud d'Hercule, nœud que seul le mari pouvait enlever une fois la journée terminée. Elle fait coiffer ses cheveux en six tresses ramenées autour de la tête à la manière des vestales. Le matin du mariage, elle s'entoure d'un manteau (palla) couleur safran, chausse des sandales de la même teinte, et se couvre la tête d'un voile orangé flamboyant sur lequel est posée une couronne de fleurs (fleurs d'oranger à partir du IIe siècle). Au domicile des parents de la mariée, on fait un sacrifice sur l'autel domestique et l'on consulte les auspices. Puis une matrone n'ayant été mariée qu'une seule fois, la pronuba, joint devant dix témoins les mains droites des nouveaux époux (junxtio dextrarum) en signe d'engagement mutuel à vivre ensemble.
À l'apparition de l'étoile Vesper, un simulacre d'enlèvement de la mariée met fin au festin de noces. Un cortège, précédé de porte-torches et de joueurs de flûte accompagne la mariée jusqu'au domicile de l'époux. Les amis des deux nouveaux époux chantent alternativement un chant d'hyménée interrompu par des exclamations rituelles et des plaisanteries grivoises qui fusent de toutes parts (chants Fescennins). On lance des noix aux enfants. Trois jeunes garçons ayant encore père et mère accompagnent la mariée, l'un d'eux porte une torche d'aubépine dont la flamme est de bon augure si elle est vive. Deux servantes de la mariée portent le fuseau et la quenouille : symboles de ses vertus domestiques,. Accueillie par son époux qui lui demande son nom, elle répond par la formule rituelle: « Ubi tu Gaius, ego Gaia » (Où tu seras Gaius, je serai Gaia) puis elle entre chez son mari. Elle orne les montants de la porte avant d'entrer, puis les amis du marié la soulèvent pour lui faire franchir le seuil (souvenir de l'enlèvement des Sabines et souci d'éviter un mauvais présage). Son époux lui présente l'eau et le feu symboles de la vie commune et du culte familial, ainsi que les clés de la maison. Elle offre à son tour trois pièces de monnaie, l'une à son époux, l'autre au Lares, la troisième au dieu du carrefour le plus proche.

## Droit et formes
Des lois ont été créées contre le célibat. Les noces justes n'étaient, à l'origine, reconnues qu'aux patriciens. La loi des douze tables définit ces mariages. En -445, la Lex Canuleia accorde aux plébéiens le droit de pratiquer cette cérémonie lors de mariages inter-classes, c'est-à-dire entre patriciens et plébéiens. Petit à petit le Sine manu supplante le Cum manu. Cette cérémonie était soutenue par les patriciens qui pouvaient faire ainsi rompre le mariage de leur fille avec un plébéien, le cas échéant. Cette situation n'est abolie qu'après le IIe siècle.
La dotation des filles est une pratique connue, au moins dans l'aristocratie romaine. Les écrivains romains citent même le cas où le Sénat prend en charge sur le Trésor public cette dotation pour les filles de Scipions, qui n'ont pas les moyens de l'assurer.

## Rite
Jusqu'à la fin de la république est instaurée une sorte de "servitude légale" pour les femmes qui passaient de l'autorité du pater à manus. Seul l'époux tient la dot. Nouveau mariage "sine manu" sous couvert de l'autorité du père. Sous Auguste les femmes doivent donner leur consentement.

## Divorce
Pendant la République le mari a le droit de répudier sa femme si elle a quitté le lit familial plus de trois nuits. Quand on commença à négliger la cérémonie des noces et que la femme eut le droit de répudier son mari, le divorce devint chose banale et commune. On donnait le motif d'incompatibilité d'humeur, sans animosité et on se séparait tout simplement. On allait chez le préteur faire rompre son union. Chacun reprend ses biens et s'en va vivre autrement. Mécène aurait mille fois répudié sa femme pour aussitôt lui refaire la cour et de nouveau l'épouser. Le divorce ne peut toutefois s'accomplir que devant le magistrat. Il faut sept témoins, tous citoyens romains, et devant eux on brise les tablettes du contrat de mariage. La répudiation se passait en famille et avec les amis qui approuvaient la répudiation. Le mari (ou la femme) annonçait alors son intention aux censeurs et affirmait par serment que ses motifs étaient purs et légitimes. Ensuite il ou elle faisait comparaitre son époux, lui redemandait les clés de la maison (en général celle du mari) et lui disait devant ces témoins : « adieu, emporte ta fortune, rends-moi la mienne ».
En cas d'absence, il ou elle lui fait signifier par un affranchi le libellé de répudiation. L'ancienne loi donnait au mari le droit de répudier sa femme au cas où elle aurait empoisonné ses enfants, fait faire de fausses clés ou aurait commis l'adultère. Il y avait à cette époque un petit temple dédié à Viriplaca, la déesse conciliatrice des mariages, où l'on se réunissait pour s'expliquer et qui servait à se réconcilier.

## Évolution au Bas-Empire
Au Bas-Empire, le consensus et l'affectio maritalis fondent toujours le mariage ; le rôle de la patria potestas ne fait qu'augmenter, et le pacte des fiançailles se durcit, la dot étant compensée par un cadeau du fiancé à la fiancée, les arrhae sponsaliciae. 
La suppression des lois d'Auguste contre le célibat ne signifie pas une émancipation de l'épouse, bien au contraire. L'État se soucie des intérêts financiers de l'épouse, mais en prenant des mesures sévères contre ses possibles excès, ce qu'expliquent les difficultés économiques de l'époque.
Quant à l'adultère, même si l'épouse est mieux protégée contre les accusations fallacieuses de son mari, elle est punie de plus en plus sévèrement en cas de faute avérée : la sanction est la mort. L'inégalité demeure donc en ce domaine, et elle se confirme en matière de divorce, dont les possibilités sont moindres. Qui plus est, les fautes justifiant la répudiation de l'épouse sont plus nombreuses, et d'ordre essentiellement sexuel, preuve des exigences morales grandissantes - mais seulement quand il s'agit des femmes - de la part d'un État qui se christianise et se radicalise à la fois. Le même constat doit être fait pour le remariage après divorce, les droits de la femme étant moindres que ceux de l'homme. 